# Cheles (kommunhuvudort)
Cheles är en kommunhuvudort i Spanien.   Den ligger i provinsen Provincia de Badajoz och regionen Extremadura, i den sydvästra delen av landet, 400 km sydväst om huvudstaden Madrid. Cheles ligger 197 meter över havet och antalet invånare är 1 313.
Terrängen runt Cheles är platt. Runt Cheles är det glesbefolkat, med 9 invånare per kvadratkilometer. Närmaste större samhälle är Villanueva del Fresno, 18,1 km sydost om Cheles. Trakten runt Cheles består till största delen av jordbruksmark.